# 天文現象
天文現象（）とは、天（この「天」には空や大気圏の上層部や宇宙空間までもが含まれる）に現れる様々な現象の総称。これを文様（模様、綾）に見立てて天文といい、周期的な変化を調べて暦や卜占に利用した。『易経』賁の卦の「天文を観て以て時の変を察す」、繋辞伝の「仰いで以て天文を観、俯して以て地理を察す。是の故に幽明の故を知る」に由来するとされる。天象（）とも。
これらは観天望気の対象であったが後に気象とは区別されて天体観測が専らとなり、特に惑星の運行は洋の西と東を問わず天文学者により詳細に調べられた。望遠鏡の発明により太陽や月以外も明確に天体として認識されるようになると、物理学の一分野として発展を遂げ（→天体物理学）、以降の天文学は恒星を含む宇宙の諸現象を研究する自然科学の分野となった。一方の卜占からは学問的な裏付けが排除されたが、信仰や迷信の一部として現代でも広く残る。
現代の天体観測は実業のみでなくレクリエーションにもなっている（天体観望）。

## 天文現象の例

### 太陽系の天体によって起こる天文現象
- 食、掩蔽（ 月食、日食、星食、日面通過など） - 食は凶兆と捉えられたことが多い。
- 彗星
- 天体の位置変化によるもの
  - 衝
  - 合
    - 内合、外合

  - 留
  - 東方最大離角、西方最大離角
  - 東矩、西矩
  - 月・内惑星の満ち欠け

### 太陽系外の天体によって起こる天文現象
- 変光星
- 新星 - かつての中国では客星と呼ばれていた。
  - ガンマ線バースト
- 重力レンズ